# Індустріальне суспільство та його майбутнє

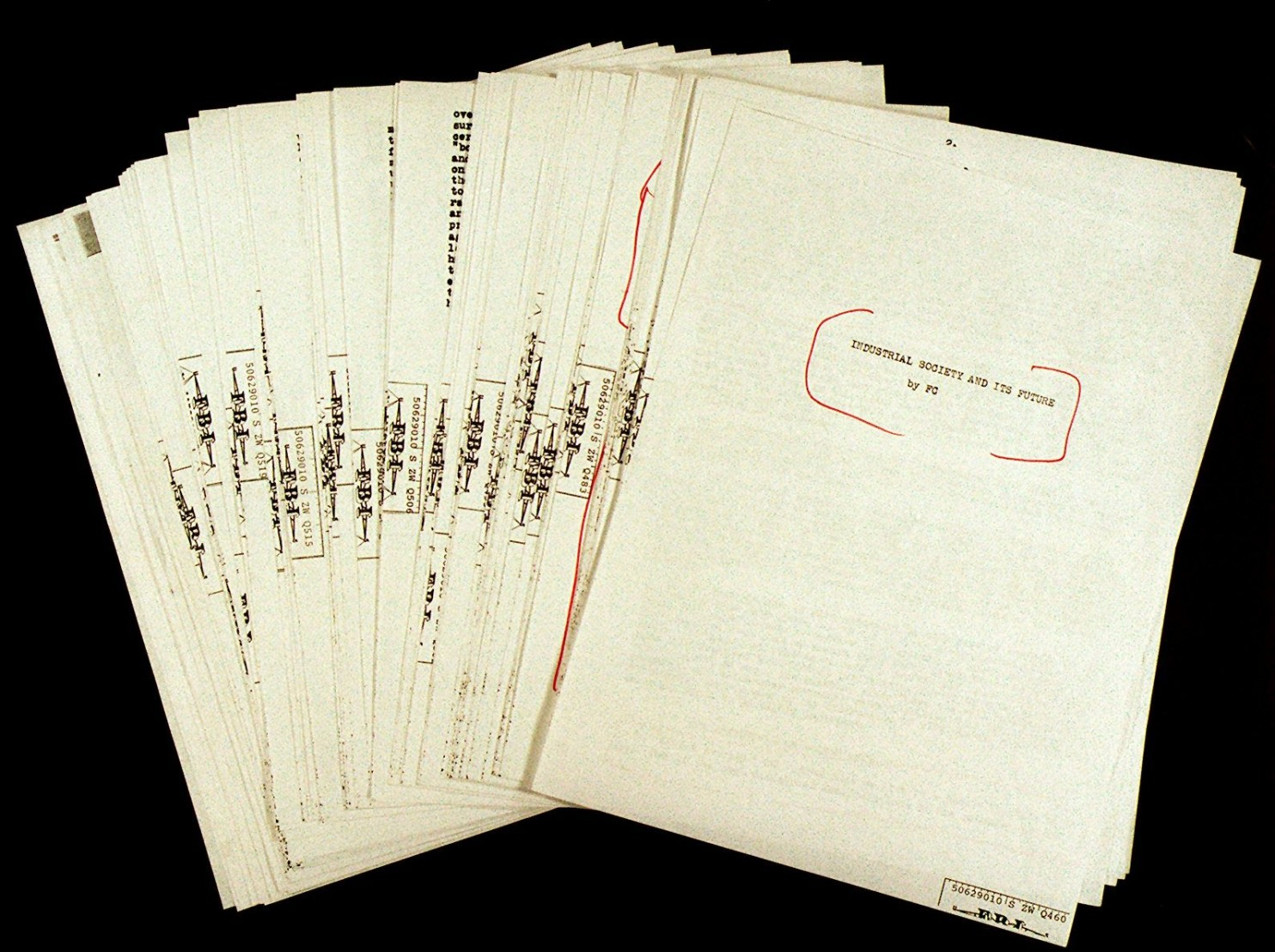
Машинопис Качинського, надісланий The Washington Post

Індустріальне суспільство та його майбутнє (англ. Industrial Society and Its Future), також відомий як Маніфест Унабомбера (англ. Unabomber Manifesto) — є антитехнологічним есе, опубліковане в 1995 році у газетах The New York Times та The Washington Post Теодором Качинським (також Унабомбер). Есе стверджує, що промислова революція започаткувала шкідливий процес знищення природи, водночас змушуючи людей пристосовуватися до технологій та обмежувати свою свободу й потенціал. Це есе стало ідеологічним підґрунтям кампанії Качинського з розсилання бомб поштою у 1978—1995 роках, спрямованої на захист дикої природи шляхом прискорення краху індустріального суспільства.
Есе було надруковано у додатку до газети Washington Post після того, як Качинський запропонував припинити свою кампанію вибухів у випадку розповсюдження цього матеріалу. Генеральний прокурор Дженет Ріно дала згоду на друк, аби допомогти ФБР ідентифікувати автора. Друковані матеріали та розголос довкола них призвели до ідентифікації автора його ж братом, Девідом Качинським
Есе виступає проти того, щоб сприймати окремі технологічні досягнення як виключно позитивні, не беручи до уваги їх загальний ефект, який призводить до занепаду маленьких соціальних груп і виникненню міст, непридатних для життя. Хоча спочатку есе розглядалося як виважена критика сучасного суспільства, яка бере свій початок у роботах таких академічних авторів, як Жак Еллул, Десмонд Морріс і Мартін Селігман, судовий процес над Качинським у 1996 році спричинив поляризацію громадської думки навколо написаного, оскільки адвокати Качинського, призначені судом, намагалися обґрунтувати свою позицію, характеризуючи есе як твір неосудного, в той час як адвокати обвинувачення наполягали на тому, що написано це було осудною людиною.

## Передумови та публікація

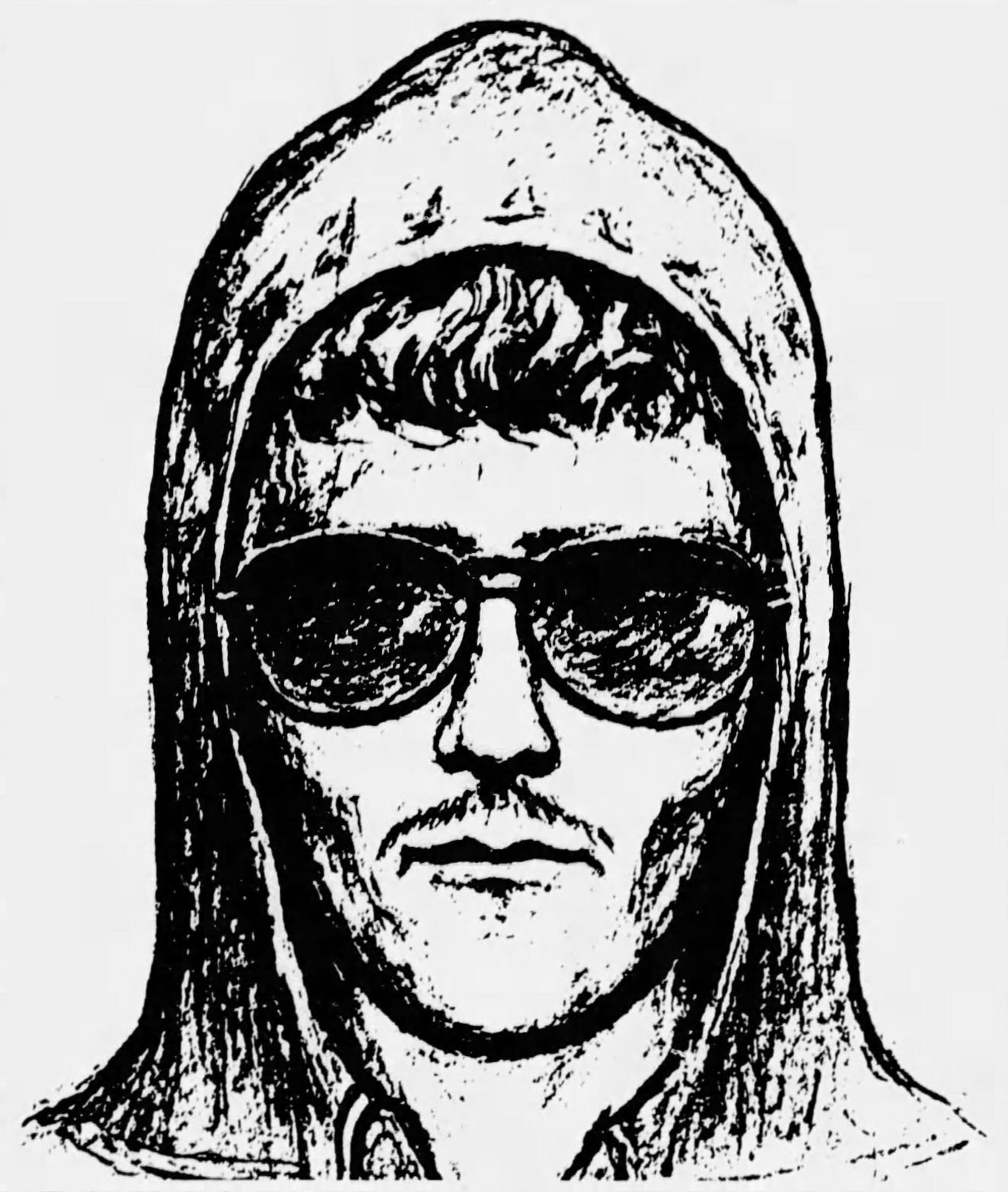
Підозрюваний ескіз Унабомбера 1987 року після вибуху в Солт-Лейк-Сіті, під час якого був поранений Гарі Райт; ескіз був замінений більш культовим від Жанни Бойлен у 1994 році, але він був першим, на якому Унабомбер був зображений у його сумнозвісному худі і з темними окулярами.

У 1978—1995 роках Тед Качинський проводив кампанію розсилки бомб поштою, спрямовану проти людей, причетних до сучасних технологій. Його початковими цілями стали університети та авіакомпанії, що ФБР потім скорочено назвало UNA та це переросло у його псевдонім Unabomber . У червні 1995 року Качинський запропонував припинити свою кампанію, якщо одне з кількох видань (Washington Post, New York Times або Penthouse) опублікує його працю під назвою «Індустріальне суспільство та його майбутнє», яка стала широко відомою як «Маніфест Унабомбера».
Качинський був переконаний, що його тероризм зможе привернути увагу інших до його критики технологій. Йому було важливо, аби його ідеї сприймались серйозно. Генеральний прокурор Сполучених Штатів Джанет Ріно виступила за те, щоб есе було поширене з метою подальшого впізнання читачем автора.
Того ж літа ФБР працювало з літературознавцями, щоб порівняти творчість Унабомбера з творами Джозефа Конрада, зокрема з «Таємним агентом».
The Washington Post опублікував маніфест у повному обсязі в додатку 19 вересня 1995 року, розділивши затрати з The New York Times.
У 1971 році Качинський написав чернетку ідей, які згодом стали маніфестом. Оригінал маніфесту, написаний від руки, був проданий за $20 053 на аукціоні активів Качинського у 2011 році разом з машинописними виданнями та друкарськими машинками, щоб зібрати кошти для відшкодування збитків його жертвам.

## Короткий зміст

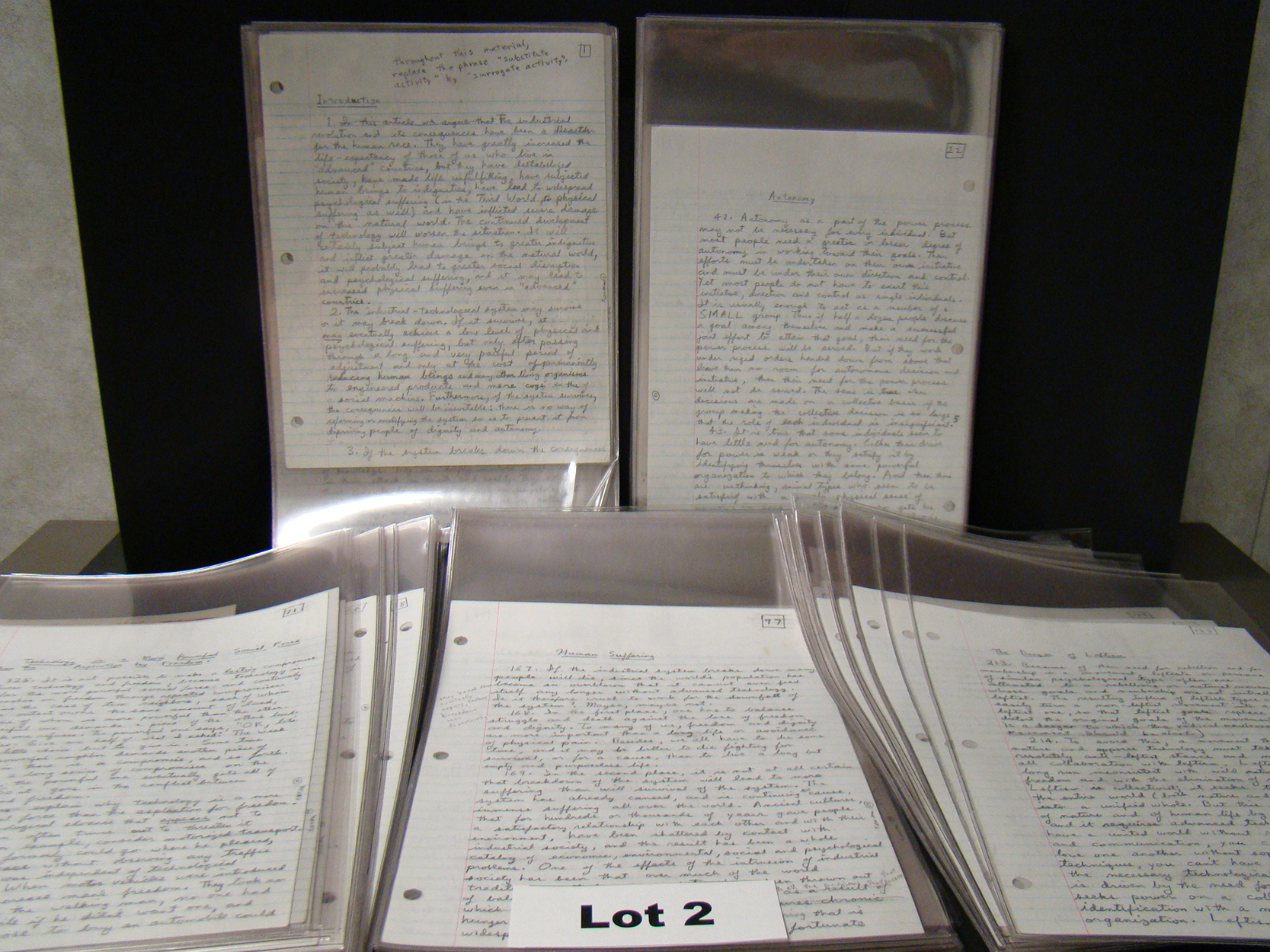
Рукописний проект маніфесту

У праці обсягом 35.000 слів Качинський докладно звинувачує технології у руйнуванні природи та пригніченні індивідуальної свободи Тобто, пише він, люди пристосовуються до машин, а не навпаки, що призводить до створення суспільства, ворожого до людського потенціалу.
Качинський дорікає технологічному прогресу за те, що він руйнує маленькі соціальні групи і спричиняє появу непридатних для життя великих міст. Він стверджує, що цей невпинний технологічний прогрес не зникне сам по собі, оскільки окремі технологічні досягнення розглядаються як благо, незважаючи на сумарні наслідки цього прогресу. Качинський описує сучасне суспільство як таке, що усіма силами намагається захистити себе від інакомислення, підстроюючись під систему через загрозу бути маргіналом.
Він критикує великий уряд та великий бізнес як неминучий результат індустріалізації й покладає на вчених і технофілів відповідальність за бездумне прагнення до влади шляхом технологічного прогресу.
Качинський стверджує, що колапс індустріальної системи буде катастрофічним, але варто повалити її скоріше, аби вона не набула свого більшого розвитку. Він виправдовує жертви, які потрібні для повалення індустріального суспільства. Ідеальна революція Качинського спрямована не на повалення уряду, а радше на економічну та технологічну основу сучасного суспільства. Качинський прагне зруйнувати існуюче суспільство й захистити дику природу, яка є антиподом технологіям.

## Наслідки

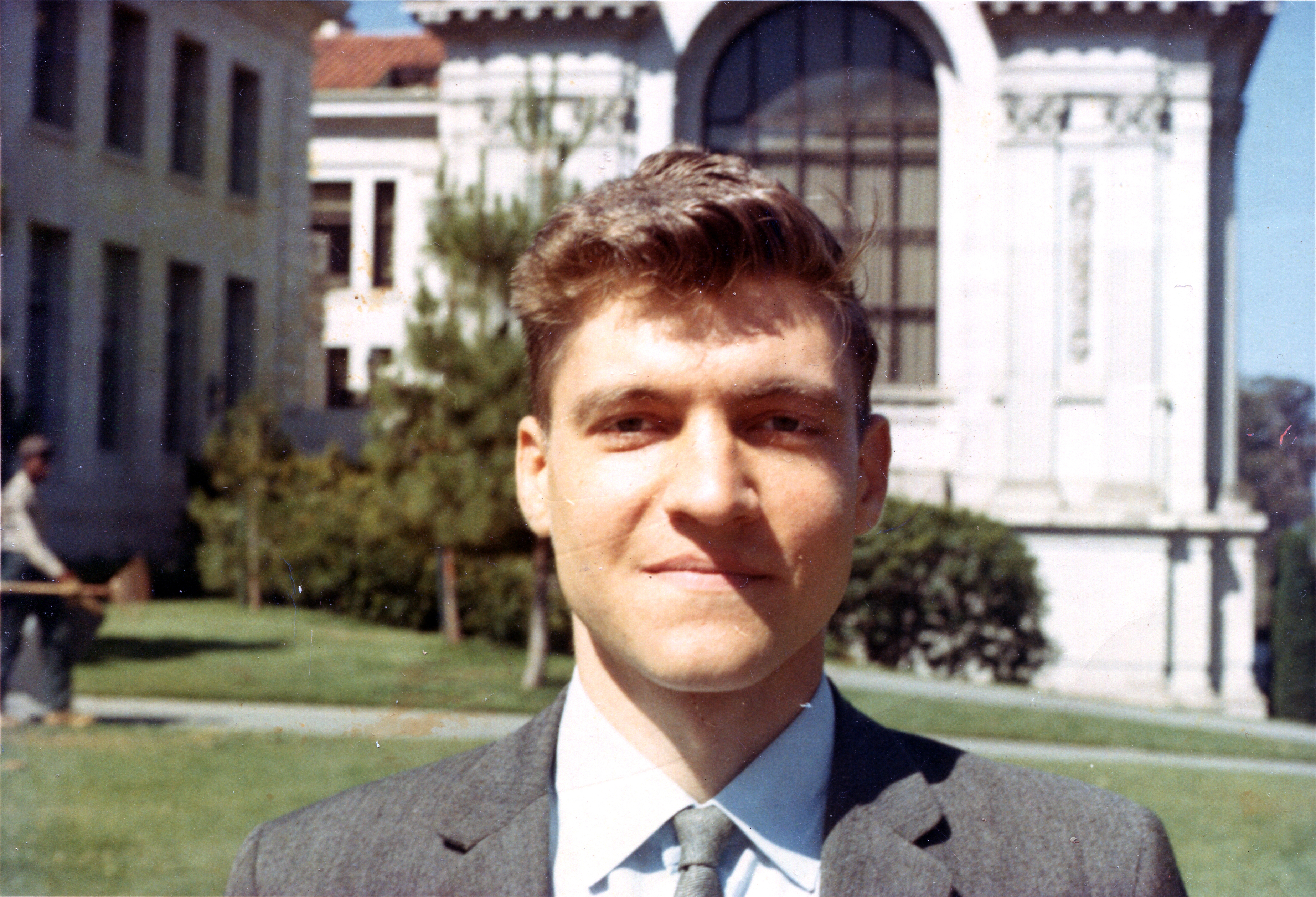
Качинський за три роки до написання чернетки до свого есе (UC Берклі, 1968)

Качинський планував, що його кампанія розсилки бомб поштою підвищить обізнаність про маніфест. Після першої публікації в 1995 році його праця була сприйнята як інтелектуально глибока і зважена.
Але Лінда Патрік, дружина Тедового брата Девіда Качинського, запідозрила, що це саме Тед написав маніфест, оскільки впізнала його стиль письма. Далі вона повідомила чоловікові про свої підозри. Спочатку він не вірив, що його рідний брат міг бути автором маніфесту, але, порівнявши попередні листи, він знайшов незаперечний доказ; в одному з листів, якими вони обмінювалися, був дійсно знайдений той ж самий стиль письма Теда, що був присутній у маніфесті. Про це відкриття Девід повідомив ФБР.

### Наслідки судової справи

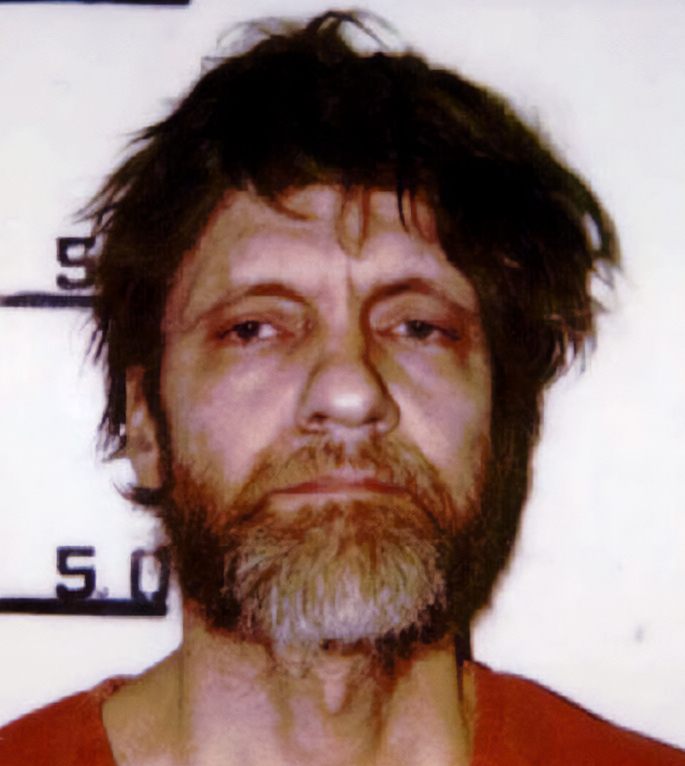
Магшот Качинського (1996)

Після арешту Теда Качинського у квітні 1996 року він вирішив використати судовий процес для розповсюдження своїх поглядів, але суддя відмовив йому у дозволі представляти себе особисто. Навпаки, його адвокати, призначені судом, спланували захист на основі його неосудності, що сильно дискредитувало працю Теда. Психіатри обвинувачення протиставили маніфест як доказ осудності Унабомбера. У наслідок цього Качинський у травні 1998 року визнав себе винним і був засуджений до довічного ув'язнення без права на дострокове звільнення.